# Championnat du Liban de football 2010-2011
Navigation
Saison précédente Saison suivante
La saison 2010-2011 du Championnat du Liban de football est la cinquante-et-unième édition du championnat de première division au Liban. Les douze meilleurs clubs du pays sont regroupés au sein d'une poule unique où ils s'affrontent deux fois au cours de la saison, à domicile et à l'extérieur. À l'issue de la compétition, les deux derniers du classement sont relégués et remplacés par les deux meilleures équipes de deuxième division.
C'est le club d'Al Ahed Beyrouth, tenant du titre, qui est à nouveau sacré cette saison après avoir terminé en tête du classement final, avec dix points d'avance sur Safa Beyrouth et onze sur Nejmeh SC. C'est le troisième titre de champion du Liban de l'histoire du club, en quatre saisons. Al Ahed réussit même le doublé en s'imposant en finale de la Coupe du Liban face à Safa Beyrouth.

## Les clubs participants
| - Al-Ansar Club - Safa Beyrouth - Nejmeh SC - Shabab Al Sahel - Shabab Al Ghazieh - Al-Akhaa Al-Ahli Aley - Promu de D2 | - Salam Sour - Promu de D2 - Al Tadamon Tyr - Al Mabarrah Beyrouth - Al Ahed Beyrouth - Racing Club de Beyrouth - Al Islah Al Bourj Al Shimaly |

## Compétition

### Classement
Le barème utilisé pour établir le classement est le suivant :
- Victoire : 3 points
- Match nul : 1 point
- Défaite : 0 point

| Rang | Équipe                       | Pts | J  | G  | N | P  | Bp | Bc | Diff |
| ---- | ---------------------------- | --- | -- | -- | - | -- | -- | -- | ---- |
| 1    | Al Ahed Beyrouth'T'C         | 55  | 22 | 17 | 4 | 1  | 51 | 18 | +33  |
| 2    | Safa Beyrouth                | 45  | 22 | 14 | 3 | 5  | 38 | 21 | +17  |
| 3    | Nejmeh SC                    | 44  | 22 | 13 | 5 | 4  | 34 | 19 | +15  |
| 4    | Al-Ansar Club                | 43  | 22 | 12 | 7 | 3  | 40 | 15 | +25  |
| 5    | Al Mabarrah Beyrouth         | 36  | 22 | 10 | 6 | 6  | 34 | 26 | +8   |
| 6    | Racing Club de Beyrouth      | 29  | 22 | 7  | 8 | 7  | 26 | 20 | +6   |
| 7    | Al-Akhaa Al-Ahli AleyP       | 24  | 22 | 6  | 6 | 10 | 17 | 25 | -8   |
| 8    | Salam SourP                  | 23  | 22 | 7  | 2 | 13 | 19 | 45 | -26  |
| 9    | Shabab Al Sahel              | 22  | 22 | 6  | 4 | 12 | 21 | 33 | -12  |
| 10   | Al Tadamon Tyr               | 20  | 22 | 4  | 8 | 10 | 15 | 23 | -8   |
| 11   | Shabab Al Ghazieh            | 20  | 22 | 5  | 5 | 12 | 17 | 37 | -20  |
| 12   | Al Islah Al Bourj Al Shimaly | 4   | 22 | 0  | 4 | 18 | 14 | 44 | -30  |

|  | Qualification pour la Coupe de l'AFC 2012                              |
|  | Relégation en deuxième division                                        |
|  | T : Tenant du titre C : Vainqueur de la Coupe du Liban P : Promu de D2 |

### Matchs
| Résultats (▼dom., ►ext.)    | AHD | AKA | ANS | IBS | AMB | NJM | TAD | RCB | SFA | SLS | SAG | SAS |
| Al Ahed Beyrouth            |     | 1-0 | 2-2 | 3-0 | 2-1 | 5-0 | 2-0 | 0-1 | 1-0 | 2-0 | 2-0 | 3-1 |
| Al-Akhaa Al-Ahli Aley       | 0-1 |     | 0-1 | 1-0 | 1-1 | 0-1 | 1-0 | 2-1 | 1-1 | 1-0 | 1-1 | 2-1 |
| Al-Ansar Club               | 0-0 | 3-0 |     | 2-1 | 3-2 | 1-1 | 1-0 | 0-0 | 2-1 | 6-0 | 1-2 | 3-0 |
| Al Islah Al Burj Al Shamaly | 0-4 | 0-1 | 2-3 |     | 0-1 | 0-2 | 0-1 | 2-2 | 1-2 | 1-1 | 1-2 | 0-2 |
| Al Mabarrah Beyrouth        | 2-2 | 0-0 | 1-1 | 2-0 |     | 1-0 | 2-0 | 2-1 | 2-2 | 3-0 | 1-3 | 3-2 |
| Nejmeh SC                   | 0-2 | 2-1 | 0-1 | 3-2 | 1-1 |     | 1-0 | 1-0 | 2-1 | 2-0 | 5-0 | 2-1 |
| Al Tadamon Tyr              | 2-2 | 1-1 | 0-0 | 1-1 | 1-2 | 1-1 |     | 0-1 | 1-2 | 3-0 | 0-0 | 0-0 |
| Racing Club de Beyrouth     | 3-4 | 2-2 | 2-0 | 4-0 | 2-1 | 0-0 | 0-0 |     | 0-1 | 2-0 | 1-1 | 0-0 |
| Safa Beyrouth               | 2-3 | 3-1 | 1-0 | 1-0 | 3-1 | 1-3 | 3-0 | 0-0 |     | 3-1 | 3-0 | 1-0 |
| Salam Sour                  | 1-5 | 2-1 | 0-5 | 2-0 | 1-0 | 0-3 | 3-2 | 1-0 | 1-3 |     | 3-0 | 2-1 |
| Shabab Al Ghazieh           | 2-3 | 2-0 | 0-0 | 1-1 | 0-2 | 1-4 | 0-1 | 1-3 | 0-2 | 1-0 |     | 0-1 |
| Shabab Al Sahel             | 1-2 | 1-0 | 0-5 | 3-2 | 1-3 | 0-0 | 0-1 | 2-1 | 1-2 | 1-1 | 2-0 |     |

## Bilan de la saison
| Championnat du Liban de football 2010-2011                        |                             |
| Champion                                                          | Al Ahed Beyrouth (3e titre) |
| Coupes et trophées                                                |                             |
| Vainqueur de la Coupe du Liban 2010-2011                          | Al Ahed Beyrouth            |
| Qualifications continentales                                      |                             |
| Coupe de l'AFC 2012                                               | Al Ahed Beyrouth            |
| Coupe de l'AFC 2012                                               | Safa Beyrouth               |
| Promotions et relégations                                         |                             |
| Promus en Premier League                                          | Al Ahly Sidon               |
| Promus en Premier League                                          | Tripoli SC                  |
| Relégués en Championnat du Liban de football de deuxième division | Shabab Al Ghazieh           |
| Relégués en Championnat du Liban de football de deuxième division | Al Islah Al Burj Al Shimaly |